# James Elphinston
James Elphinston (Edimburgo, 6 de diciembre de 1721-Hammersmith, 8 de octubre de 1809) fue un reconocido educador, ortógrafo, fonólogo y lingüista escocés, que estuvo a favor de la reforma ortográfica del idioma inglés.
Su padre era el reverendo William Elphinstone (n. 1700), de la Iglesia episcopal de Edimburgo, y su madre Rachell Honyman (n. 1700) hija del reverendo James Honyman (n. 1682).
Estudió en la escuela secundaria de Edimburgo, y luego ingresó en la universidad. A los 17 años de edad terminó sus estudios y fue nombrado tutor de lord Blantyre, una circunstancia que parece indicar que su erudición era extraordinaria, o que su nombramiento fue meramente nominal.
Años después acompañó al historiador Thomas Carte (1686-1754), en una gira por Holanda, Brabante y París, donde adquirió un conocimiento de la lengua francesa como para ser capaz de hablar y escribir con la mayor facilidad. Al salir de Francia volvió a Escocia y se convirtió en profesor particular del hijo de James Moray, conde de Abercairny, en Perthshire, y vivió con esa familia.
En 1753 hizo una versión poética de la poesía Religión, del joven poeta francés Racine, que fue aprobado por Young. Casi al mismo tiempo, compuso una gramática inglesa para el uso en su escuela, que más tarde ampliado y publicado en dos volúmenes.
Fijó su residencia cerca de Londres, primero vez en Brompton y después en Kensington, donde durante muchos años mantuvo una escuela en una casa grande y elegante frente a los jardines reales, y tenía considerable reputación. Sus estudiantes siempre conservaron el agradecimiento por su habilidad como profesor y su bondad como amigo.
James Elphinston fue tutor del político estadounidense Alexander James Dallas (1759-1817) y era buen amigo de Samuel Johnson (1709-1784), como se indica en la Vida de Samuel Johnson (1750).

Mr. James Elphinston, que desde entonces ha publicado varias obras, y que era siempre estimado por Johnson como un hombre de bien, estaba en Escocia mientras que el Rambler salía en los periódicos de Londres. Con un celo encomiable por la mejora de sus compatriotas y por la reputación de su amigo, sugirió y se hizo cargo de una edición de esos ensayos en Edimburgo, que siguió progresivamente la publicación de Londres.
James Boswell: Vida de Samuel Johnson, 1750

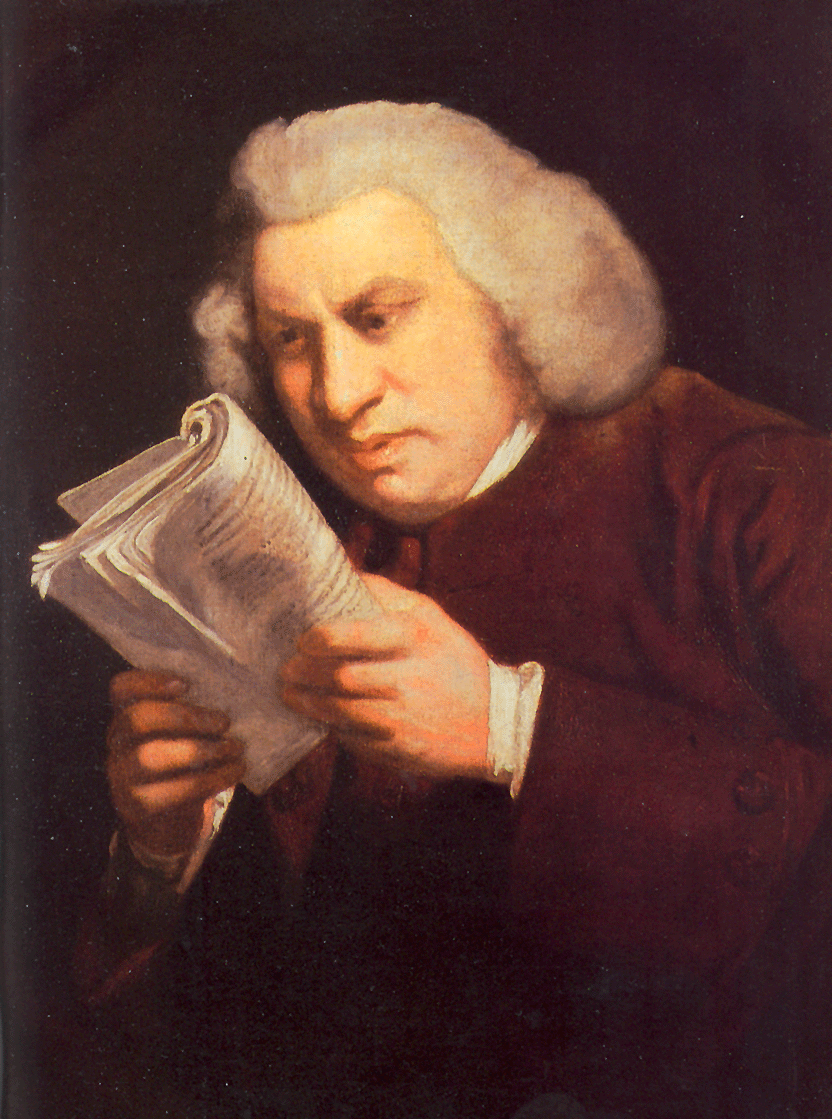
Retrato de Samuel Johnson realizado por Joshua Reynolds (1723-1792). Muestra a Johnson muy concentrado en el libro (tenía problemas visuales).

En 1751 ―a los 29 años de edad― se casó con Clementina Gordon (1719-1778) en Edimburgo.
Un par de años después, cuando Elphinston contaba con 32 años de edad, la pareja se mudó a Londres.
Al quedar viudo en 1778 se casó en segundas nupcias con una tal Miss Falconer (n. 1760).
En 1792 se mudó a Elstree (20 km al norte de Londres) y en 1806 a Hammersmith (localidad a 10 km de Londres), donde murió en 1809, a los 87 años de edad.

## Obra
- 1765: The principles of the english language digested; or English grammar reduced to analogy, varios volúmenes. [1765]. Londres: J. Bettenham, 1786-1787.[4]
- 1766: The principles of the english language digested for the use of schools.
- 1782 (coautor): The epigrams of Marcus Valerius Martialis in twelve books: with commentary and translation into english by James Elphinston.
- 1786-1787: Propriety ascertained in her picture (or english speech and spelling rendered mutual guides, secure alike from distant, and from domestic, error), dos volúmenes.
- 1790: Inglish orthoggraphy epittomized.
- 1795: Miniature of english orthography.